# Khiṇgila
Khiṇgila est un monarque de la dynastie des Alkhon, des Huns établi en Bactriane.